# Organització militar

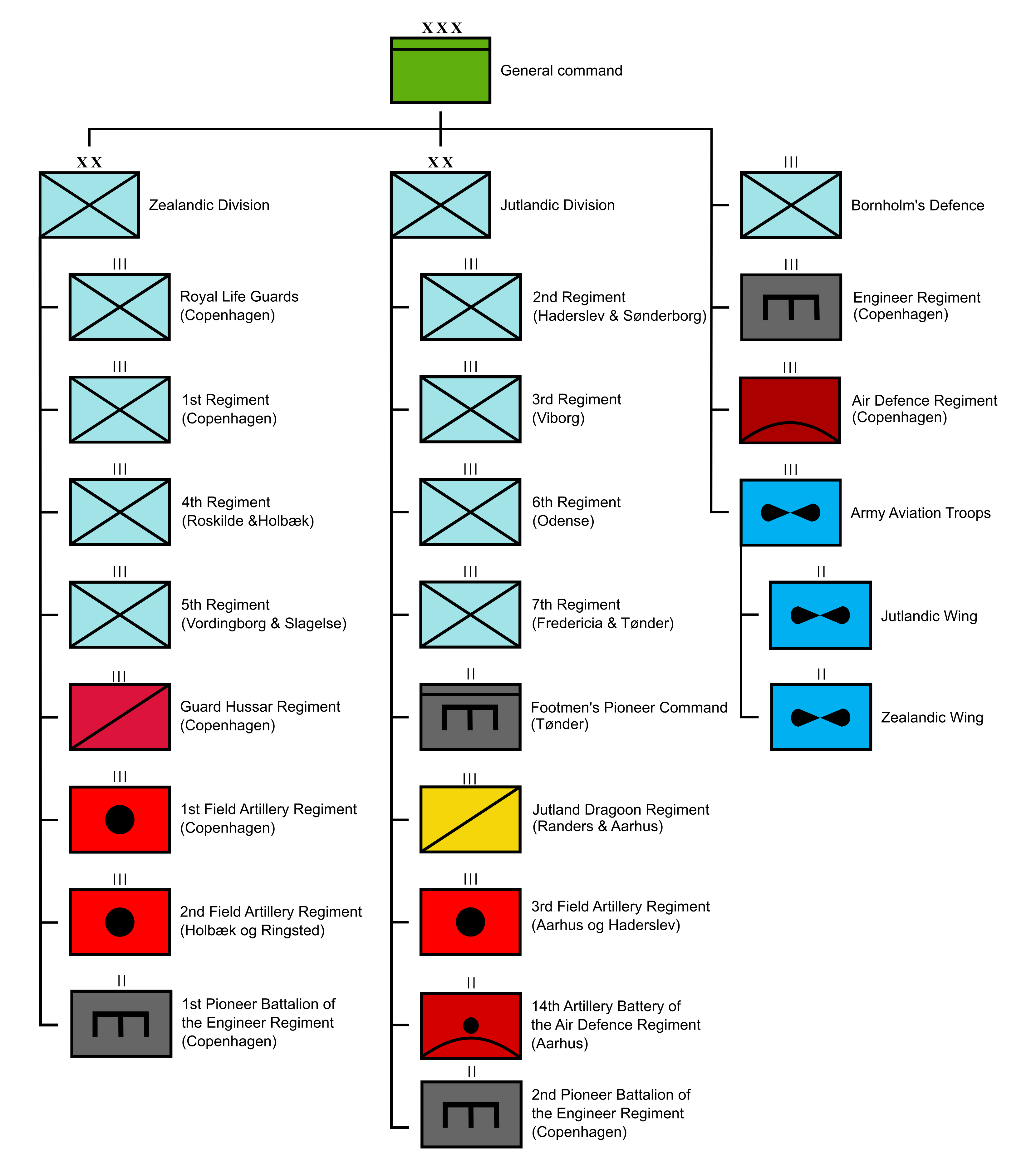
Organigrama de l'exèrcit reial danès, de l'abril de 1940

L'organització militar és l'estructuració de les forces armades habitualment d'un estat per oferir la capacitat militar que s'espera d'una política de defensa nacional. En alguns països, les forces paramilitars estan incloses a les forces armades d'una nació, encara que no es consideren militars. Les forces armades que no formen part d'organitzacions militars o paramilitars, com les forces insurgents, sovint imiten organitzacions militars o utilitzen estructures ad hoc, mentre que l'organització militar formal tendeix a utilitzar formes jeràrquiques.

## Història
L'ús de rangs formalitzats en una estructura jeràrquica va ser molt estès amb l'exèrcit romà.
En els temps moderns, el control executiu, la gestió i l'administració de l'organització militar són normalment realitzades pels governs a través d'un departament governamental dins de l'estructura de l'administració pública, sovint conegut com a ministeri de defensa o departament de defensa. Aquests, al seu torn, gestionen branques militars que ells mateixos manen formacions i unitats especialitzades en combat, suport de combat i suport de servei de combat.

## Control executiu
El control executiu generalment civil o parcialment civil sobre l'organització militar nacional l'exerceix a les democràcies un líder polític electe com a membre del gabinet del govern, conegut generalment com a ministre de defensa. En els sistemes presidencials, com els Estats Units, el president és el comandant en cap, i el ministre de Defensa en l'àmbit del gabinet és el segon al comandament. Sovint hi ha subordinats a aquest càrrec els secretaris de les grans divisions operatives específiques del conjunt de les forces armades, com les que proporcionen serveis generals de suport als militars, inclosos els seus dependents.
A continuació, hi ha els caps d'agències departamentals específiques responsables de la prestació i gestió de serveis específics basats en habilitats i coneixements, com ara l'assessorament estratègic, l'avaluació de desenvolupament de capacitats o la prestació de recerca en ciències militars i el disseny i desenvolupament de tecnologies. Dins de cada agència departamental hi ha les branques administratives responsables del treball posterior d'especialització empresarial de l'agència.

## Branques militars

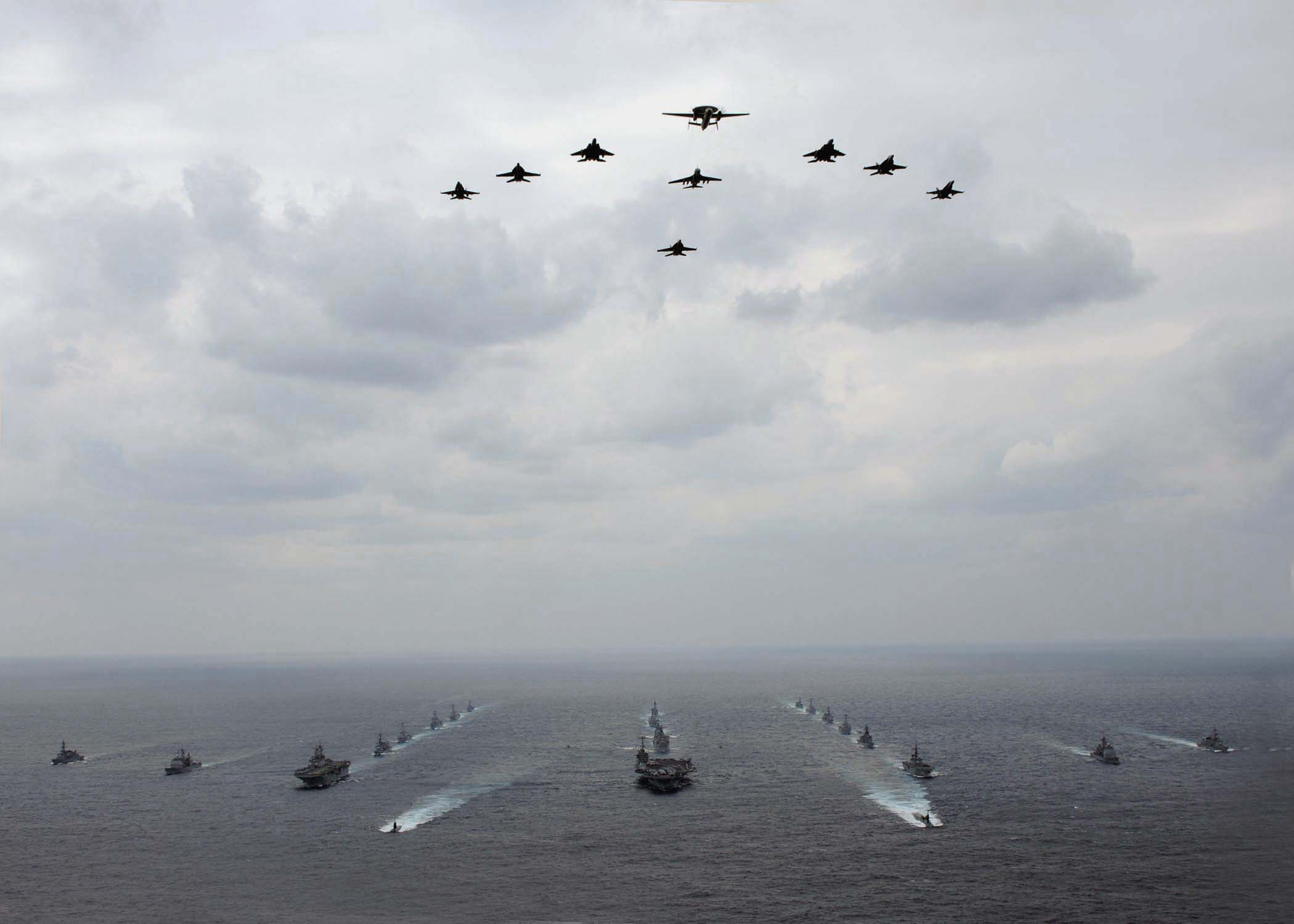
Una formació mixta d'avions i vaixells de vehicles militars durant un exercici amb vehicles USN i JASDF.

A la majoria de països, les forces armades es divideixen en tres branques militars (també servei, servei armat o servei militar): exèrcit, marina i força aèria.
Molts països tenen una variació del model estàndard de tres branques militars bàsiques. Algunes nacions també organitzen les seves forces espacials, marines, forces especials o forces de míssils estratègics com a serveis armats independents. La guàrdia costanera d'una nació també pot ser una branca independent del seu exèrcit, encara que en moltes nacions la guàrdia costanera és una agència civil o policial. Alguns països no tenen armada, per raons geogràfiques.
En les forces armades més grans, la cultura entre les diferents branques de les forces armades pot ser força diferent.
La majoria dels països més petits tenen una única organització que engloba totes les forces armades. Els exèrcits dels països en desenvolupament tendeixen a estar formats principalment d'infanteria, mentre que els exèrcits dels països desenvolupats tendeixen a tenir unitats més grans amb equipament car i només una part del personal en unitats d'infanteria.
En els militars occidentals, una força conjunta es defineix com una unitat o formació que inclou la representació del poder de combat de dues o més branques de l'exèrcit.
Les gendarmeries, inclosos els equivalents com les tropes internes, les forces paramilitars i similars, són un servei de seguretat interna comú a la major part del món, però poc comú als països amb antecedents de dret anglosexó on la policia civil s'empra per fer complir la llei i hi ha restriccions estrictes sobre com es poden utilitzar les forces armades.

## Organització interna
És comú, almenys en els militars europeus i nord-americans, referir-se als elements bàsics d'un militar com a comandaments, formacions i unitats.
En un context militar, un comandament és un conjunt d'unitats i formacions sota el control d'un sol oficial. Encara que durant la Segona Guerra Mundial un comandament era també un nom donat a un grup de combat a l'exèrcit dels EUA, en general és un quarter general estratègic administratiu i executiu que és responsable davant el govern nacional o el quarter general militar nacional. No és estrany que els serveis d'una nació consisteixin cadascun en el seu propi comandament (com ara el component terrestre, el component aeri, el component naval i el component mèdic de l'exèrcit belga), però això no exclou l'existència d'altres comandaments.
El Departament de Defensa dels Estats Units defineix una formació com "dos o més avions, vaixells o unitats que procedeixen junts sota un comandant". La Gran Enciclopèdia Soviètica va emfatitzar la seva naturalesa d'armes combinades: "Les formacions són aquelles organitzacions militars que es formen a partir de diferents unitats especialitzades de tropes d'Armes i Serveis per crear una força de combat combinada i equilibrada. Les formacions només es diferencien en la seva capacitat d'aconseguir diferents escales d'aplicació de la força per aconseguir diferents objectius estratègics, operatius i tàctics i objectius de missió." És una organització militar composta que inclou una barreja de subunitats integrades i operacionalment adjuntes, i que normalment té capacitat de combat. Exemples de formacions inclouen: divisions, brigades, batallons, etc. La formació també pot referir-se a la formació tàctica, la disposició física o disposició de les tropes i les armes.
Una unitat típica és una organització militar homogènia (ja sigui de combat, de suport de combat o sense capacitat de combat) que inclou personal de servei predominantment d'un únic braç de servei, o una branca de servei, i les seves funcions administratives i de comandament són autònomes. Qualsevol unitat subordinada a una altra unitat es considera la seva subunitat o unitat menor. No és estrany als Estats Units que unitat i formació s'utilitzin com a sinònims. En la pràctica de la Commonwealth de Nacions, la formació no s'usa per a organitzacions més petites com els batallons, que, en canvi, s'anomenen "unitats", i les seves patrulles o companyies constituents s'anomenen subunitats.
Diferents forces armades, i fins i tot diferents branques de servei de les forces armades, poden utilitzar el mateix nom per designar diferents tipus d'organitzacions. Un exemple és l'"esquadró". En la majoria de les marines un esquadró és una formació de diversos vaixells; a la majoria de forces aèries és una unitat; a l'exèrcit dels EUA és una unitat de cavalleria de la mida d'un batalló.

## Jerarquia moderna

### Jerarquia de l'exèrcit
La taula següent ofereix una visió general d'alguns dels termes utilitzats per descriure la jerarquia de l'exèrcit a les forces armades d'arreu del món. Tot i que es reconeix que hi ha diferències entre exèrcits de diferents nacions, molts es basen en els models britànics o americans, o ambdós. No obstant això, moltes unitats i formacions militars es remunten a la història durant molt de temps, i van ser ideades per diversos pensadors militars al llarg de la història europea.
Per exemple, el cos modern va ser introduït per primera vegada a França cap al 1805 per Napoleó com a agrupació tàctica més flexible de dues o més divisions durant les guerres napoleòniques.
| Símbol de l'OTAN | Nom                                                            | Naturalesa         | Grandària            | Unitats                               | Lideratge                                                                                            |
| ---------------- | -------------------------------------------------------------- | ------------------ | -------------------- | ------------------------------------- | --- |
|                  | Comandament de combat o equivalent                             | Comandament        | 1,000,000–10,000,000 | 4 o més grups de l'exèrcit            | OF-10: Mariscal de camp OF-9: General o colonel general                                              |
|                  | Grup d'exèrcits o equivalent                                   | Comandament        | 400,000–1,000,000    | 2+ exèrcits                           | OF-10 Mariscal de camp OF-9: General o coronel general                                               |
|                  | Exèrcit de camp                                                | Comandament        | 100,000–300,000      | 2–4 cossos                            | OF-10: Mariscal de camp OF-9: General o coronel general                                              |
|                  | Cos d'exèrcit                                                  | Formació           | 40,000–80,000        | 2+ divisions                          | OF-9: General d'exèrcit OF-8 o OF-9: General o general de cos OF-8: Tinent general o coronel general |
|                  | Divisió militar                                                | Formació           | 10,000–30,000        | 2–4 brigades or regiments             | OF-7 o OF-8: tinent general o general de divisió OF-7: General major                                 |
|                  | Brigada                                                        | Formació           | 4,000–8,000          | 2+ regiments o grups, o 3–8 batallons | OF-6 o OF-7: general major o de brigada OF-6: brigadier, brigadier general OF-5: coronel             |
|                  | Regiment o grup                                                | Unitat             | 1,000–3,000          | 2+ batallons                          | OF-5: coronel                                                                                        |
|                  | Batalló o equivalent Regiment Esquadra Cohort                  | Unitat             | 300–1,000            | 2–6 sub-unitats                       | OF-4: Tinent coronel                                                                                 |
|                  | Companyia militar Batalló d'artilleria Esquadró Tropa Centúria | Unitat o Subunitat | 80–250               | 2–8 batallons                         | OF-3: Major OF-2: Captità OR-9: Suboficial en cap                                                    |
|                  | Esquadró or escala                                             | Sub-subunitat      | 50–90                | 2 tropes o 6–10 seccions              | OF-2: Capità o capità d'estat major OR-8: Suboficial o suboficial capità                             |
|                  | Patrulla Tropa                                                 | Sub-subunitat      | 26–55                | 2+ Secció o vehicles                  | OF-1: Primer o segon Tinent OR-7: Suboficial                                                         |
|                  | Secció militar                                                 | -                  | 12–24                | 2–3 equips or 3–6 bombers             | OR-6: Sergent OR-5: Sergent                                                                          |
|                  | Escamot                                                        | -                  | 6–12                 | 2–3 bombers                           | OR-5: Sergent OR-4: Caporal                                                                          |
|                  | Esquadra militar                                               | -                  | 2–4                  | n/a                                   | OR-3: Caporal llança a OR-5: sergent OR-2: Soldat ras                                                |

### Jerarquia naval
L'organització naval en l'àmbit de flotilla i superior és menys habitual, ja que els vaixells operen en grups més petits o més grans en diverses situacions que poden canviar en qualsevol moment. No obstant això, hi ha terminologia comuna utilitzada a les marines per comunicar el concepte general de quants vaixells hi pot haver en una unitat.
Les marines generalment s'organitzen en grups amb una finalitat concreta, generalment estratègica, i aquestes agrupacions organitzatives apareixen i desapareixen amb freqüència en funció de les condicions i les demandes que s'imposa a una marina. Això contrasta amb l'organització de l'exèrcit on les unitats romanen estàtiques, amb els mateixos homes i equipament, durant llargs períodes.
| Nom de la unitat                          | Tipus de vaixells                                                       | Número d'embarcacions                                                   | Oficial al comandament                                               |
| ----------------------------------------- | ----------------------------------------------------------------------- | ----------------------------------------------------------------------- | -------------------------------------------------------------------- |
| Comandament combatent Marina o Almirallat | Tots els vaixells d'una marina                                          | 2 o més flotes                                                          | Almirall de la Flota, Almirall de la Flota, Gran Almirall o Almirall |
| Flota                                     | Tots els vaixells en un oceà o regió general                            | 2 o més flotes de batalla                                               | Almirall o vicealmirall                                              |
| Flota de batalla                          | Un gran nombre d'embarcacions de tot tipus                              | 2+ grups de treball                                                     | Vicealmirall                                                         |
| Grup de treball o grup d'atac             | Col·lecció d'embarcacions complementàries                               | 2 o més grups de treball, divisions o flotilles                         | Contraalmirall (meitat superior) o contraalmirall                    |
| Divisió o grup de treball                 | Normalment naus capitals                                                | 2 o més grans vaixells                                                  | Contraalmirall (meitat inferior), Commodore o Almirall de divisió    |
| Flotilla o grup de treball                | Un nombre reduït d'embarcacions, generalment del mateix tipus o similar | 2+ esquadrons                                                           | Contraalmirall (meitat inferior), Commodore o Flotilla Admiral       |
| Esquadró o Unitat de Tasques              | Petits vaixells                                                         | Un nombre reduït d'embarcacions, generalment del mateix tipus o similar | Capità o comandant                                                   |
| Element de la tasca                       | Un sol vaixell                                                          | Un                                                                      | Capità, comandant, tinent comandant o tinent                         |

### Jerarquia de la força aèria
Les estructures organitzatives de les forces aèries varien entre les nacions: algunes forces aèries (com la Força Aèria dels Estats Units i la Força Aèria Reial) es divideixen en comandaments, grups i esquadrons; d'altres (com la Força Aèria Soviètica) tenen una estructura organitzativa a l'estil de l'exèrcit. La moderna Royal Canadian Air Force utilitza la divisió aèria com a formació entre les ales i tot el comandament aeri. Igual que la RAF, les ales canadenques consisteixen en esquadrons.
| Símbol de l'OTAN (per a la comparació de l'exèrcit) | Nom de la unitat (USAF / RAF /Altres forces aèries)                                       | Nº de personal                   | Nº d'avions         | Nombre d'unitats subordinades (USAF/RAF)              | Oficial al comandament (USAF/RAF)                                         |
| --------------------------------------------------- | ----------------------------------------------------------------------------------------- | -------------------------------- | ------------------- | ----------------------------------------------------- | ------------------------------------------------------------------------- |
|                                                     | Combatant Command o força aèria nacional                                                  | Tota la força aèria              | Tota la força aèria | Tots els comandaments / ordres principals             | GAF / Mariscal de la reial força aèriea o Mariscal en cap de l'aire       |
|                                                     | Comandament / comandament major                                                           | Varia                            | Varia               | Varia segons la regió o el deure                      | General / Mariscal en cap de l'aire                                       |
|                                                     | No hi ha cap equivalent de la USAF/ comandament o força aèria tàctica / Exèrcit aeri      | Varia segons la regió o el deure | Varia               | Varia segons la regió o el deure                      | General o Tinent general / Mariscal en cap de l'aire o Mariscal de l'aire |
|                                                     | Força aèria numerada / Sense equivalent a la RAF                                          | Varia segons la regió o el deure | Varia               | 2+ ales/Grups                                         | General Major o Tinent general / N/A                                      |
|                                                     | Sense equivalent a la USAF/Sense equivalent a la RAF / Divisió d'Aviació / Divisió aèria  | Varia segons la regió o el deure | Varia               | 2+ ales/Grups                                         | General Major                                                             |
|                                                     | Ala / Grup (inc. EAGs) / Brigada d'aviació russa/Brigada Aèria                            | 1.000–5.000                      | 48–200              | 2+ Grups/Ales                                         | General de Brigada / Vicemariscal de l'Aire o Comodor de l'Aire           |
|                                                     | Grup / Ala (inc. EAWs) o Estació /Regiment d'aviació rus                                  | 300–1.000                        | 17–48               | 3–4 esquadrons /3–10 vols                             | Col / Gp Capt o Wg Cdr                                                    |
|                                                     | Esquadró                                                                                  | 100–300                          | 7–16                | 3–4 vols                                              | Tinent coronel o Major / Comandant d'Ala o Cap d'esquadró                 |
|                                                     | Personal de vol o de vol                                                                  | 20–100                           | 4–6                 | 2 o més seccions més personal de manteniment i suport | Major o Capt / Cap d'esquadró o Tinent de vol                             |
|                                                     | Sense equivalent a la USAF/Sense equivalent a la RAF / Personal de terra alemany o escala | 40–160                           | 6-12                | 1-2 seccions més personal de manteniment i suport     | Capità o Capità d'Estat Major                                             |
|                                                     | Element o secció militar                                                                  | 10-40                            | n/a–2               | n/a                                                   | Oficial junior o sotsoficialsuperior                                      |
|                                                     | Secció militar                                                                            | 8–12                             | n/a                 | n/a                                                   | Sotsoficial sènior o júnior                                               |
|                                                     | escamot o tripulació                                                                      | 2–4                              | n/a                 | n/a                                                   | Sotsoficial                                                               |

## Grup de treball
Un grup de treball (task force) és una unitat o formació creada com a agrupació temporal amb un propòsit operatiu específic. A part de les formes jeràrquiques administratives d'organització que han evolucionat des de principis del segle XVII a Europa, les forces de combat s'han agrupat amb finalitats operatives específiques en organitzacions relacionades amb la missió com el Kampfgruppe alemany o l'Equip de Combat (Exèrcit) i la Força de Tasques (Armada) dels Estats Units durant la Segona Guerra Mundial, o el grup de maniobra operacional soviètic durant la Guerra Freda. En els exèrcits britànics i de la Commonwealth, el grup de batalla es va convertir en l'agrupació habitual d'empreses durant la Segona Guerra Mundial i la Guerra Freda.